# Sevil Sabancı
Sevil Sabancı (* 4. Januar 1973 in Istanbul) ist eine türkische Unternehmerin und Reiterin. Sie ist Mitglied der Sabancı-Familie.

## Leben
Sevil Sabancı wurde als drittes Kind von Sakıp Sabancı, dem Gründer der Sabancı Holding, geboren. Sabancı machte ihren Abschluss als Bachelor of Business Administration an der Marmara-Universität in Istanbul.
Nach ihrem Studium arbeitete sie an verschiedenen Stellen in Familienunternehmen. Von 1997 bis 2001 war sie Geschäftsführerin der Sabanci Holding.
Sie ist Vorstandsmitglied der Türkan Sabancı School für Sehbehinderte, die von ihrer Mutter, Türkan Sabancı gegründet wurde.
Aus ihrer Ehe mit Eran Tapan hat sie eine Tochter.

## Pferdesport
Inspiriert durch das Reiterstandbild im Garten der Familienvilla, wurde Sabanci eine leidenschaftliche Springreiterin. Sie startet auf nationalen und teilweise auf internationalen Springreit-Turnieren und nahm im Juni 2010 im finnischen Ypäjä erstmals an einem Nationenpreis teil.
Von 2004 bis 2007 war sie Vize-Präsident der türkischen Reiterlichen Vereinigung.
Sabancı unterstützt sowohl türkische Springreiter als auch Gerry Flynn, indem sie ihnen Pferde für den großen Sport zur Verfügung stellt. Bis Mitte 2010 stellte sie auch Cameron Hanley Pferde zur Verfügung. Das von ihr gegründete S International Equestrian Center Team (SIEC) wird von Gerry Flynn als Cheftrainer und Gerard Mullins als Teambetreuer betreut. Die Pferde des Teams sind im Stall von Dietmar Gugler untergebracht.